# Richard Keir Pethick Pankhurst
Richard Pankhurst, nato Richard Keir Pethick Pankhurst, OBE (Woodford Green (East London), 3 dicembre 1927 – Addis Ababa, 16 febbraio 2017), è stato un docente e storico britannico naturalizzato etiope, membro fondatore dell'Institute of Ethiopian Studies ed ex professore all'Università di Addis Abeba in Etiopia. I suoi libri sono stati recensiti su riviste accademiche, con Edward Ullendorff che ha definito il suo The Ethiopians come un'altra testimonianza della sua "notevole diligenza e operosità al servizio degli studi etiopi". È noto per le sue ricerche sulla storia economica e gli studi socio-culturali sull'Etiopia.

## Biografia

### Primi anni e formazione
Pankhurst nacque nel 1927 a Woodford Green dalla ex suffragetta e comunista di sinistra Sylvia Pankhurst e dall'anarchico italiano Silvio Corio. I suoi nonni materni erano Emmeline e Richard Pankhurst.
Studiò alla Bancroft's School di Woodford, poi alla London School of Economics and Political Science, presso la quale conseguì un dottorato in storia economica, con Harold Laski che gli fece da consulente.

### Carriera
Sua madre, Sylvia Pankhurst, era stata un'attiva sostenitrice della Cultura e dell'Indipendenza etiope sin dall'Invasione italiana dell'Etiopia nel 1935, e Richard crebbe conoscendo molti rifugiati etiopi. Sylvia era un'amica di Haile Selassie e pubblicò Ethiopia, a Cultural History nel 1955. Nel 1956 lei e Richard si trasferirono in Etiopia. Iniziò a lavorare presso il Collegio Universitario di Addis Abeba e nel 1962 diventò direttrice fondatrice dell'Institute of Ethiopian Studies. Si occupò anche del Journal of Ethiopian Studies e dell'Ethiopian Observer.
Pankhurst lasciò l'Istituto e la sua cattedra in quella che era diventata l'Università di Addis Abeba nel 1976 dopo la morte di Haile Selassie e l'inizio della guerra civile etiope. Tornò in Inghilterra, dove divenne ricercatore presso la School of Oriental and African Studies e la London School of Economics and Political Science, prima di lavorare come bibliotecario presso la Royal Asiatic Society. Tornò in Etiopia nel 1986, dove riprese le ricerche con l'Istituto. Pubblicò numerosi libri e articoli su un'ampia varietà di argomenti legati alla Storia dell'Etiopia.
Pankhurst guidò la campagna per la restituzione dell'Obelisco di Axum all'Etiopia. Fu ricostruito ad Axum nel 2008. Per i suoi sforzi in quest'opera, gli fu conferito il titolo onorifico "Dejazmach Benkirew" dall'Unione dei Tigrai del Nord America. È stato nominato Ufficiale dell'Ordine dell'Impero Britannico (OBE) nella sezione Servizio diplomatico e d'oltremare del 2004 Queen's Birthday Honors "per i servizi agli studi etiopi".

### Vita privata
Oltre ai suoi numerosi libri sull'Etiopia, Pankhurst ha scritto opere su sua madre, tra questi: Sylvia Pankhurst: Artist and Crusader e Sylvia Pankhurst: Counsel for Ethiopia.
Pankhurst sposato Rita Eldon (1927-2019) nel 1957 e hanno avuto una figlia, Helen Pankhurst e un figlio, Alula Pankhurst, con il quale ha collaborato ad almeno un libro.

### Morte ed eredità
Pankhurst morì il 16 febbraio 2017 ad Addis Abeba, in Etiopia, all'età di 89 anni. Workneh Gebeyehu, ministro degli Esteri etiope, lo ha descritto come "uno dei più grandi amici dell'Etiopia". È stato sepolto il 21 febbraio nella Cattedrale della Santissima Trinità di Addis Abeba.